# Stor-Malsjön (Degerfors socken, Västerbotten)
Stor-Malsjön är en sjö i Vindelns kommun i Västerbotten och ingår i Umeälvens huvudavrinningsområde. Sjön har en area på 0,813 kvadratkilometer och ligger 231 meter över havet. Sjön avvattnas av vattendraget Hjuksån.

## Delavrinningsområde
Stor-Malsjön ingår i det delavrinningsområde (714772-168813) som SMHI kallar för Utloppet av Stor-Malsjön. Medelhöjden är 241 meter över havet och ytan är 2,81 kvadratkilometer. Räknas de 19 avrinningsområdena uppströms in blir den ackumulerade arean 141,6 kvadratkilometer. Hjuksån som avvattnar avrinningsområdet har biflödesordning 3, vilket innebär att vattnet flödar genom totalt 3 vattendrag innan det når havet efter 116 kilometer. Avrinningsområdet består mestadels av skog (67 procent). Avrinningsområdet har 0,84 kvadratkilometer vattenytor vilket ger det en sjöprocent på 29,7 procent.